# Ricardo Cleofás
Ricardo Cleofás (9 febbraio 1951) è un ex cestista filippino.

## Carriera
Con le Filippine ha disputato i Giochi olimpici di Monaco 1972 e i Campionati del mondo del 1974.